# سرگئی نیگویان
سرگئی نیگویان (اوکراینی: Сергій Нігоян؛ انگلیسی: Serhiy Garnikovych Nigoyan زاده ۲ اوت ۱۹۹۳ – درگذشته ۲۲ ژانویهٔ ۲۰۱۴) دانش‌آموز، sports amateur ارمنی‌تبار اهل اوکراین بود. وی نخستین فردی بود که در جریان اعتراضات یورومیدان به ضرب گلوله کشته شد.